# 图利奥·莫内塔
图利奥·莫内塔（義大利語：Tullio Moneta；1937年5月9日—2022年3月31日），出生于南非阜姆，是一名意大利裔南非演员和雇佣兵。1970年到1990年间，他出演了十几部电影，并主演了故事片《The Lion's Share》。他还在1978年电影《野鹅敢死队》中扮演了一个小角色。
1981年11月，莫内塔跟随迈克·霍尔，在塞舌尔国际机场发动起一场政变，后因政变未遂被捕，并被判处5年有期徒刑。莫内塔现居住于南非德班。